# Time Out
Time Out — міжнародна компанія зі штаб-квартирою в Лондоні, яка друкує однойменний тижневик про розваги та культурне життя в 60 містах світу.

## Лондонське видання
Лондонське видання було засновано в 1968 році Тоні Еліотом і спочатку виходило тиражем 5000 примірників. У 2012 році видання мало наклад 55 тисяч примірників і коштувало близько 3,25 фунтів. Велика частина цього тиражу поширювалася за передплатою (близько 32 тисяч примірників), приблизно 10-12 тисяч продавалися в кіосках за повну вартість, а інша частина тиражу роздавалась безкоштовно. «Time Out» намагалося зберігати для передплатників максимально низьку ціну, достатню, щоб покрити поштові витрати. У плани видавців входить зміна бізнесмоделі з метою різко збільшити доходи від реклами — зменшення обсягу журналу з одночасним збільшенням тиражу до 300 тисяч примірників, половина якого має безкоштовно поширюватися на станціях метро і залізниці, частина, що залишилася, — в культурних центрах та кафе. Так само планується зробити ставку на електронну версію видання та розповсюдження його через безкоштовні програми для iPad, iPhone та Android.

## Нагороди
- PPA Awards — 15 червня 2011 у Лондоні.